# 연잎밥

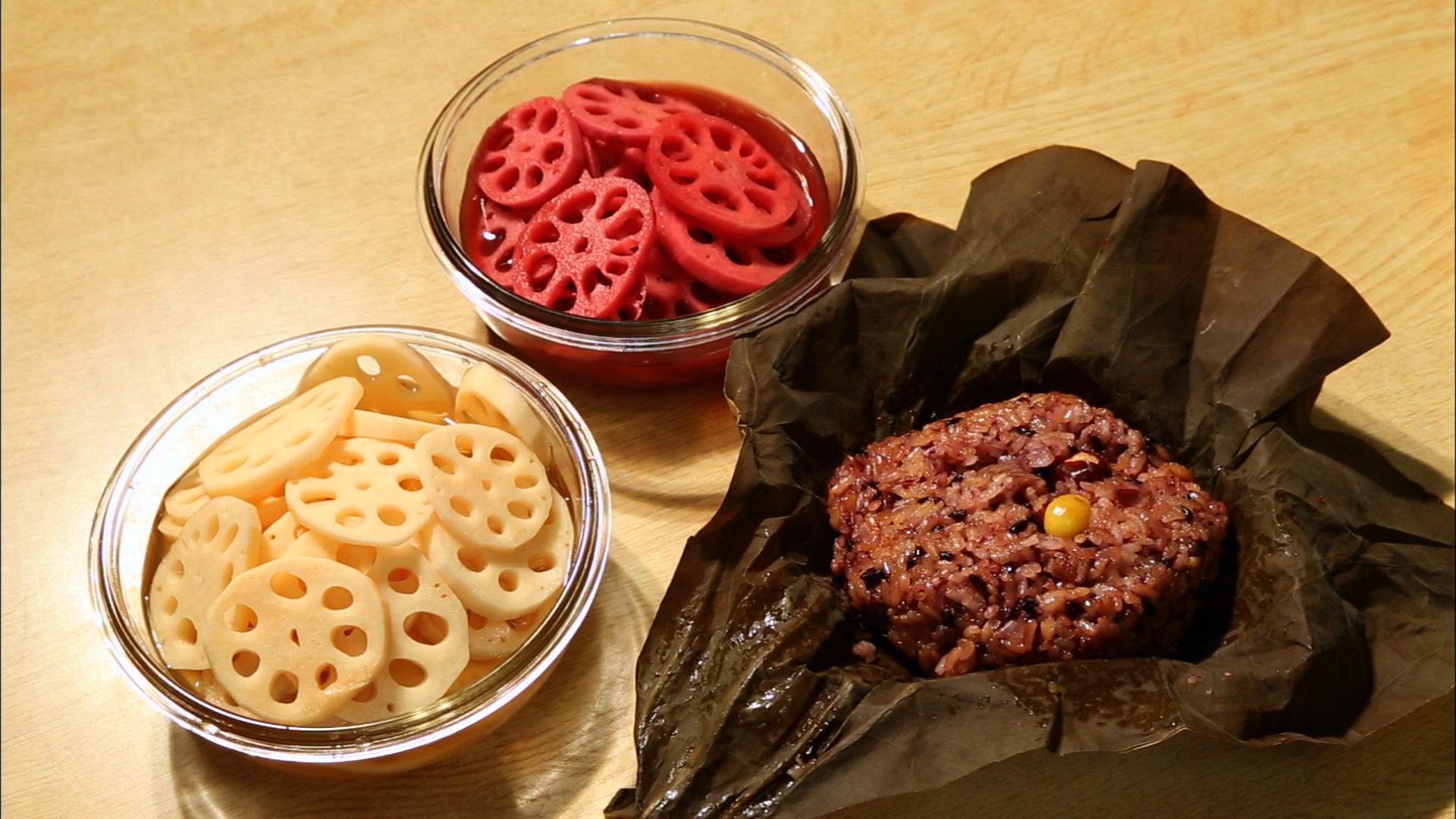
연근과 연잎밥

연잎밥은 연꽃 잎을 잘라 밥과 각종 곡물을 넣어서 만든 음식이다.

## 같이 보기
- 바나나잎 밥